# Autoroute A 45
Die Autoroute A 45 war eine in Planung und in Bau befindliche französische Autobahn, die in Lyon beginnen und in Saint-Étienne enden sollte. Die Autobahn sollte bis 2015 fertiggestellt sein und anschließend über eine Länge von 48 km verfügen.
Im Jahre 2018 wurde entschieden, die Planungen aufzugeben.